# Constitución de 1917 (métro de Mexico)
Constitución de 1917 est une station terminus de la ligne 8 du métro de Mexico, située au sud de Mexico, dans la délégation Iztapalapa.

## La station
La station ouverte en 1994, doit son nom à la Colonia Constitución de 1917 où elle se trouve. Son icône est un parchemin ouvert sur lequel on lit le nombre "1917", référence à la Constitution mexicaine de 1917 qui fut signée à Querétaro.